# Émetteur de Sottens
L'émetteur de Sottens est un émetteur radio se trouvant sur la commune vaudoise de Jorat-Menthue dans le village de Sottens, en Suisse. Il a été en service de 1931 à 2010.

## Histoire

Vue aérienne 1952, montrant le pylône de 190m au premier plan, les deux antennes de 125m au second plan, avec entre elles les bâtiments de l'émetteur.

### Construction et inauguration de la première antenne
L'émetteur national de Sottens a été construit pour remplacer les deux émetteurs nationaux, celui de Genève et celui du Champ de l'Air à Lausanne, inauguré en automne 1922.
En 1928, constatant le développement de la radio, la municipalité de Lausanne étudie le développement d'un poste émetteur de 15 à 25 kW Marconi, et envisagent déjà de l'implanter à Sottens.
En 1930, les Postes, téléphones et télégraphes de Suisse lancent la construction du nouvel émetteur au-dessus du village de Sottens. La situation centrale et dégagée de ce village permet une diffusion efficace en Romandie,. De plus, l'accès facile à l'électricité et la présence d'une route de passage entre Moudon et Echallens et des chemins de fer à Moudon favorisent encore le choix de l'emplacement. Les PTT optent pour un équipement de 25 kW Standard Téléphone et Radio, de Bell Telephone, avec une unique antenne quart d'onde.
Selon la convention entre la Société romande de radiophonie (S.R.R.) et Radio-Genève, celles-ci utiliseront en commun le nouvel émetteur. Une partie des programmes serait élaborée depuis Lausanne, une autre depuis Genève, selon le sujet traité.
L'émetteur national de Sottens en ondes moyennes est mis en service le 25 mars 1931 et est inauguré le 23 avril 1931. L'émetteur Marconi avait une puissance de 25 kW et émettait sur une fréquence de 677 kHz. La responsabilité technique est confiée à Roland Pièce, ancien responsable et fondateur de l'émetteur du Champ de l'Air à Lausanne. Avec l'inauguration de l'émetteur est fondée la Société Suisse de Radiodiffusion.
Lors de l'inauguration, le journal de la TSF Le Radio, consacre un large dossier sur l'émetteur. Son histoire, des données techniques, les personnes qui ont porté le projet, la retranscription des discours ainsi qu'un portrait du village de Sottens y figurent.

### Modernisations
La puissance de l'émetteur se révèle rapidement insuffisante. En 1934, la puissance est augmentée à 100 kW, et les locaux sont agrandis en 1936.

Double antenne de 125 mètres, avec le bâtiment de l'émetteur au centre.

Toutefois, le gel, les orages ou les ouragans provoquent des incidents techniques, engendrant de longues interruptions du service. Pour pallier cela, en 1946 on construit une nouvelle antenne de 125 mètres, distante de 200 mètres de la première. Cette seconde antenne de 125 mètres permet également de fonctionner en parallèle avec la première et fournir une puissance maximum de 200 kW, pour une gamme de fréquences allant de 500 à 1500 kHz. Enfin, elle sert d'antenne de réserve en cas d'avarie.
Un nouveau pylône antifading est construit en 1947 et mis en fonction en 1951, dans le cadre d'une modernisation de tout l'émetteur et l'installation du CM-10. Sa hauteur est de 190 mètres pour un poids de 110 tonnes.

Poste de contrôle de l'émetteur

### Rôle de l'émetteur dans la Seconde Guerre Mondiale
Durant la Seconde Guerre Mondiale, l'émetteur de Sottens diffuse dans toute l'Europe des informations libres de censure ou d'influence politique, notamment lors du Rendez-Vous du Vendredi animé par René Payot.
De plus, l'émetteur retransmet les émissions radios faites sur le front. Enfin, c'est par cet émetteur aussi que sont retransmis les émissions de Radio Lausanne et Radio Genève destinées à maintenir le moral des troupes.
Reflet de son importance, l'émetteur est gardé par l'armée suisse pour la durée de la guerre. Malgré cela, l'émetteur subit un sabotage lors d'un discours du conseiller fédéral Marcel Pilet-Golaz.

### Seconde moitié duxxesiècle
En 1970 est construit un émetteur ondes courtes, un des premiers au monde à accueillir un prototype d'antenne tournante. Prenant le relai de l'émetteur ondes courtes de Schwarzenburg, cette nouvelle antenne permet dès 1971, à la Radio Suisse Internationale de décupler sa puissance d'émission, ce qui permet d'accéder à une portée de diffusion de 300 km de jour et de 1500 km de nuit.
L'antenne de 190 mètres, construite au lieu-dit La Crêtaz, est dynamitée[Par qui ?], pour être remplacée par une nouvelle antenne de 188 mètres la même année.
En 1994, l'émetteur en ondes moyennes a cessé la diffusion de RSR La Première au profit d'un nouveau programme musical Option Musique de la RSR. Il a été émis 24h/24 depuis Sottens jusqu'au 6 décembre 2010.

### Fin d'activité et démantèlement

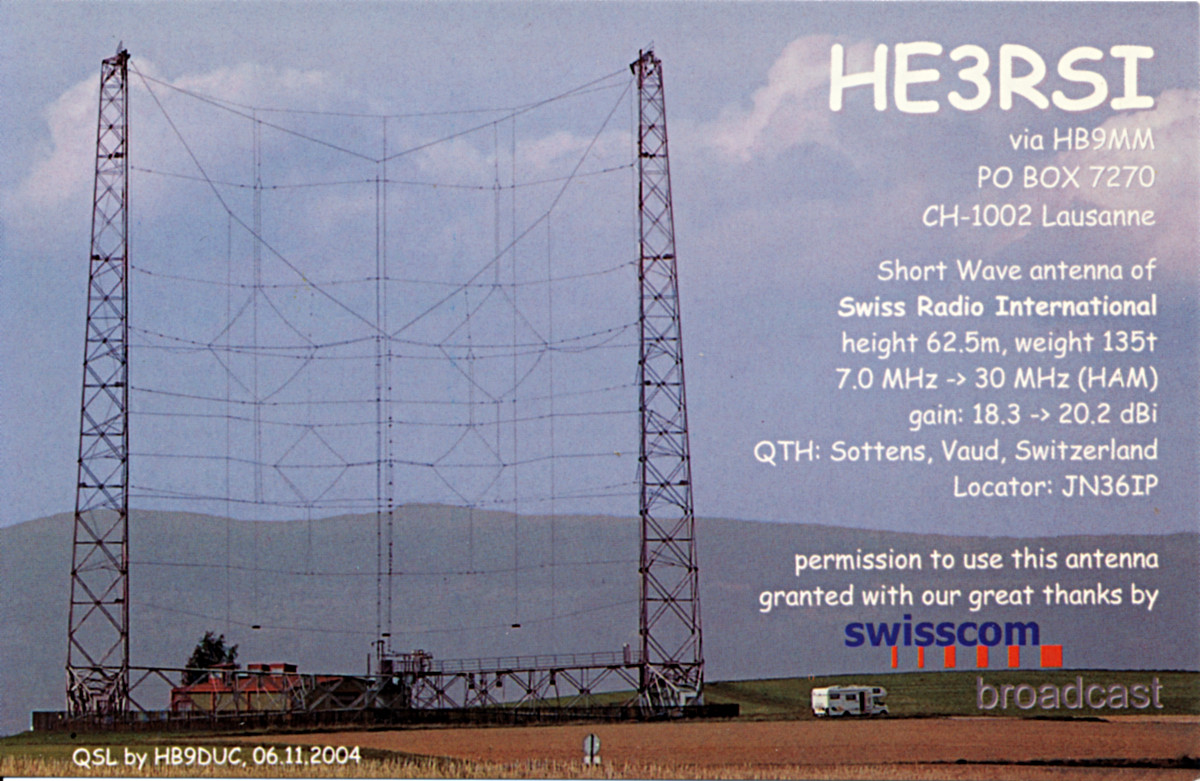
L'antenne onde courtes SRI

L'émetteur ondes courtes de SRI est arrêté en 2004, puis démoli.
Celui d'ondes moyennes a cessé le 6 décembre 2010 la diffusion du programme Option Musique et a été mis hors service le 31 décembre 2010, marquant ainsi la fin de la diffusion radio en ondes moyennes en Suisse.
À la suite de cet arrêt, une opération a pu être menée durant le mois de février 2011, donnant l'autorisation aux radioamateurs vaudois (HB9MM) d'utiliser les antennes de l'émetteur à ondes moyennes de Sottens pour faire des contacts radioamateurs.
En 2012, une demande de permis de démolir a été déposée par Swisscom pour l'antenne principale du site, sur la colline de la Crêtaz, qui date de 1989. L'antenne à l'est du bâtiment, datant de 1931 sera conservée, celle-ci est inscrite comme bien culturel suisse d'importance nationale.
Le 6 mai 2014, à l'unanimité de son conseil communal moins une abstention, la municipalité de Jorat-Menthue rachète la parcelle sur laquelle est installée l'émetteur. 50 000 m2 des 64 815 m2 sont reclassés de « zone d'émetteur national » en « zone agricole ». Trois mois plus tard, le mercredi 20 août vers 14 h, la plus grande des deux tours est dynamitée, la seconde restant en place.
Depuis 2015, l'entreprise Gecko Sensations, rattachée à la salle de grimpe Gecko Escalade, à Sottens, ouvre au public l'escalade de l'antenne de 125m,.

## Émetteur ondes moyennes

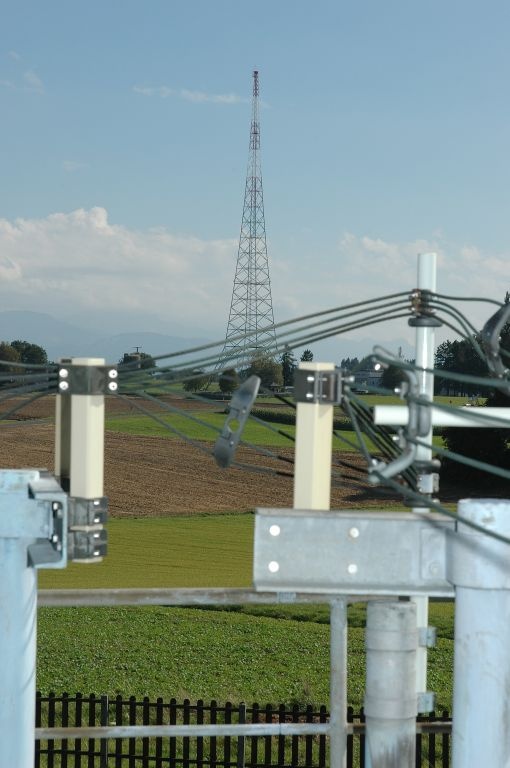
La dernière antenne de 125m

- Longueur d'onde au démarrage : 443,1 m (677 kHz)
- Longueur d'onde en 2010 : 392,1 m (765 kHz)

## Tours
L'émetteur de Sottens avait deux pylônes antennes :
- La Crêtaz, hauteur de 188 mètres, d'un poids de 180 tonnes, construit en 1989, détruit en 2014, isolé contre la terre[Quoi ?], avec une antenne agienne[Quoi ?][22] ;
- Le pylône, hauteur de 125 mètres, construit en 1931, isolé contre la terre[Quoi ?], utilisé comme antenne de réserve[22].

## Impact sur la population locale
L'émetteur fournit quelques emplois pour les gens du village de Sottens.

### Phénomènes liés à l'antenne
La proximité de l'émetteur provoque quelques phénomènes incongrus. La radio s'entendait dans les téléphones, les babyphones ou encore dans les cuisinières électriques, et les gouttières en cuivre se changeaient en récepteurs et diffusaient la radio. Certains objets, comme les fils électriques des clôtures, chauffaient et brûlaient les mains des agriculteurs. Les voitures avec un allumage électronique tombaient en panne au carrefour à proximité de l'émetteur. Les néons tenus de les mains à proximité des antennes s'allumaient sans aucune alimentation.
Sous l'influence du vent faisant vibrer l'antenne ondes courtes, il s'est parfois créé des arcs électriques de plusieurs mètres, surnommés « arcs chantants ». Fonctionnant comme des haut-parleurs, ils faisaient entendre la radio parfois jusqu'à un kilomètre de distance à travers la campagne.

## Voir également
- Radio suisse romande
- Tour de Blosenberg, l'émetteur pour la Suisse alémanique, plus connu sous le nom de la commune voisine Beromünster
- Émetteur de Monte-Ceneri, l'émetteur pour la Suisse italienne